# شرطة الحماية (ألمانيا)

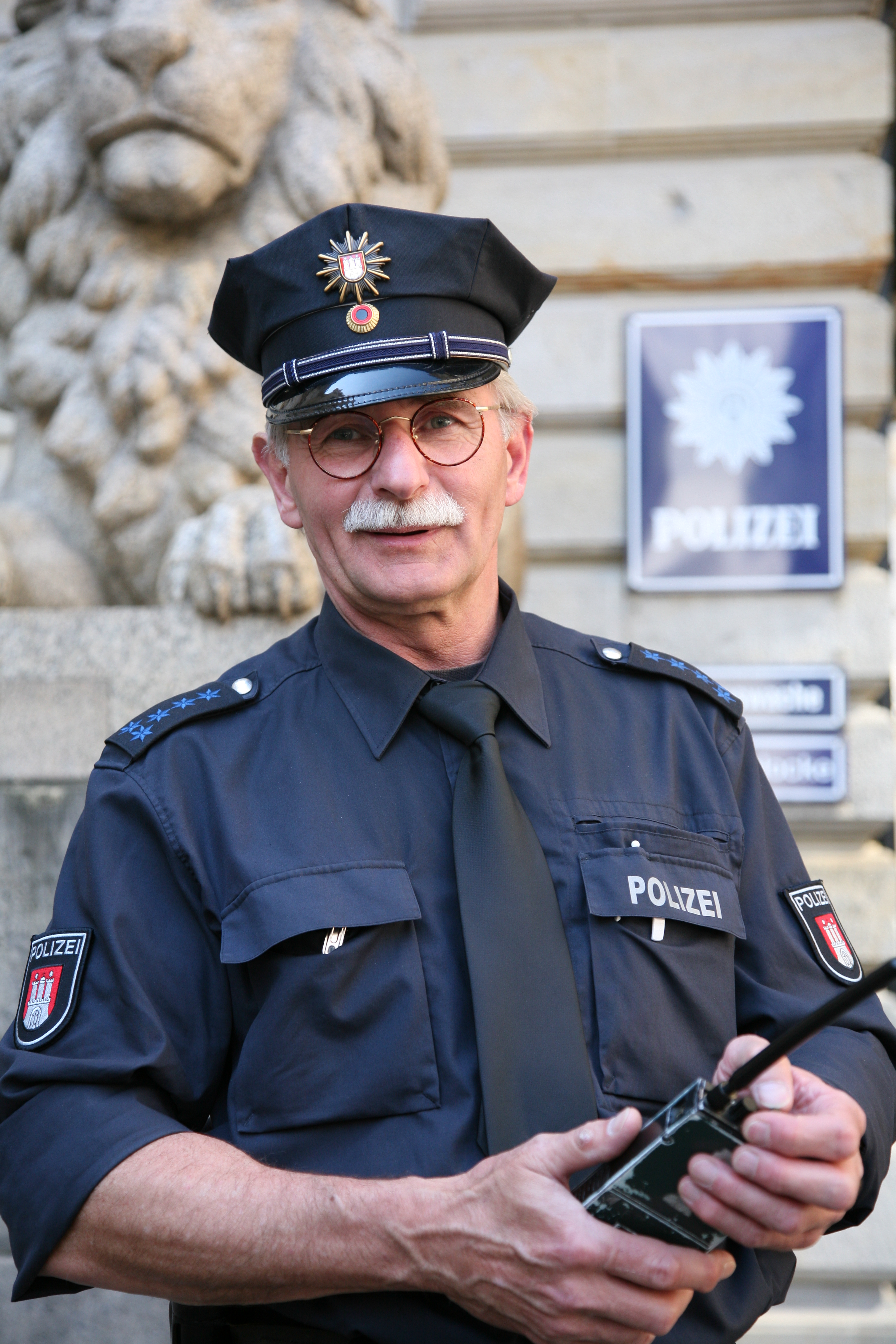
شخص من المنسوبين لشرطة الحماية

شرطه الحمايه (بالألمانية: Schutzpolzei) هي فرقة تابعة لي لشرطة الولاية الألمانيّة، لكنّ أكثر المنسوبين للفرقة يرتدون لبس الشرطة العسكرية. 

## المهام
واجب الدوريات والذي يعني الحماية من أي خطر، ومعالجة التهم الجنائيّة، وكذلك الضوابط المرورية ومراقبة المرور وكذلك دوريات الشرطة المدنية، وإدارة ومراقبة الفعاليات مثل الأعياد وكذا حماية الشهود.

## التاريخ

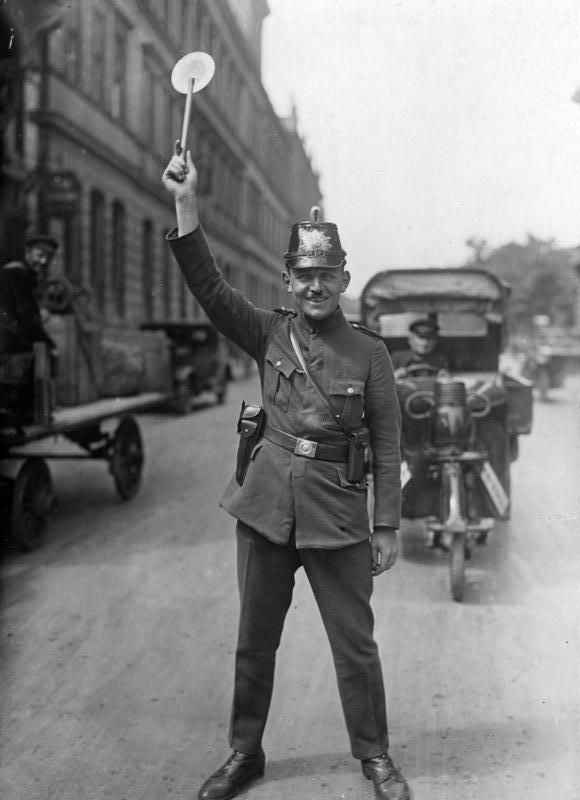
نقطة مرور لشرطة حماية برلين عام 1924

في الولايات الألمانية في القرن التاسع عشر كانت هناك قانون قوات الشرطة البلدية في المدن الكبيرة والمدن والبلديات والمقاطعات الذين كانوا يعتبرون أفرادًا عسكريين حتى عام 1919. في عام 1820، تم تقديم اللقب المهني لمفتش المباحث في برلين؛ حدث الفصل التنظيمي بين الحماية والشرطة الجنائية لأول مرة في بروسيا عام 1872 ثم تبنته لاحقًا أجزاء أخرى من ألمانيا. لذلك على سبيل المثال في ميونيخ، على سبيل المثال، تم تحويل شركة الدرك المحلية إلى قوة شرطة في عام 1898 ووضعت تحت سيطرة قسم شرطة الولاية كـ «معهد مدني». أصبح تعيين فريق الحماية أمرًا شائعًا بالنسبة للرتب الدنيا من الشرطة النظامية المسؤولة عن السلامة العامة في المدن.
في بروسيا، أعيد تنظيم الشرطة بعد الحرب العالمية الأولى من قبل المحامي الإداري وبعد ذلك وزير الدولة فيلهلم أبيج. كان مسؤولو الشرطة الأمنية البروسية، بقيادة وزير الداخلية البروسي الذي خدم لفترة طويلة، كارل سيفرينغ، يعتبرون «قوة حماية جمهورية». بعد أن تولى الاشتراكيون الوطنيون السلطة، تم نقل الشرطة إلى شرطة الأمن (SiPo) بقيادة راينهارد هايدريش وشرطة النظام (OrPo) تحت قيادة الشرطة العامة كورت دالويج، والتي كانت مسؤولة عن الحفاظ على الأمن والنظام العام. من جانبها، تم تقسيم OrPo إلى شرطة الحماية (SchuPo)، وشرطة البلدية والدرك، ولاحقًا أيضًا فرقة الإطفاء مثل شرطة مكافحة الحرائق.
بعد الحرب العالمية الثانية، أصبحت الشرطة في ألمانيا مرة أخرى مسألة تخص الولايات الفيدرالية. تولت شرطة الحماية في الولايات الفيدرالية بشكل أساسي المهام العامة المتمثلة في الحفاظ على الأمن والنظام العام، والملاحقة الجنائية العامة ومراقبة المرور على الطرق. في جمهورية ألمانيا الديمقراطية من عام 1948 إلى عام 1990، كان لدى شرطة الشعب الألمانية ش. مهام شرطة الأمن.
حتى القرن العشرين، كان يُشار إلى ضباط فريق الحماية أو شرطة الحماية باسم «رجل الشرطة»، ومن عشرينيات القرن الماضي وحتى الخمسينيات من القرن الماضي، كان يشار إليهم أيضًا باسم "Schupo". في سويسرا والنمسا، لم يكن مصطلح «شرطة الحماية» شائع الاستخدام ولم يكن كذلك، فإن مصطلح «شرطة الأمن» يشبه «شرطة الحماية» هناك (في سويسرا مع شرطة الكانتون وشرطة المدينة، في النمسا مع إدارة الأمن).